# Landwirtschaft im Oldenburger Münsterland

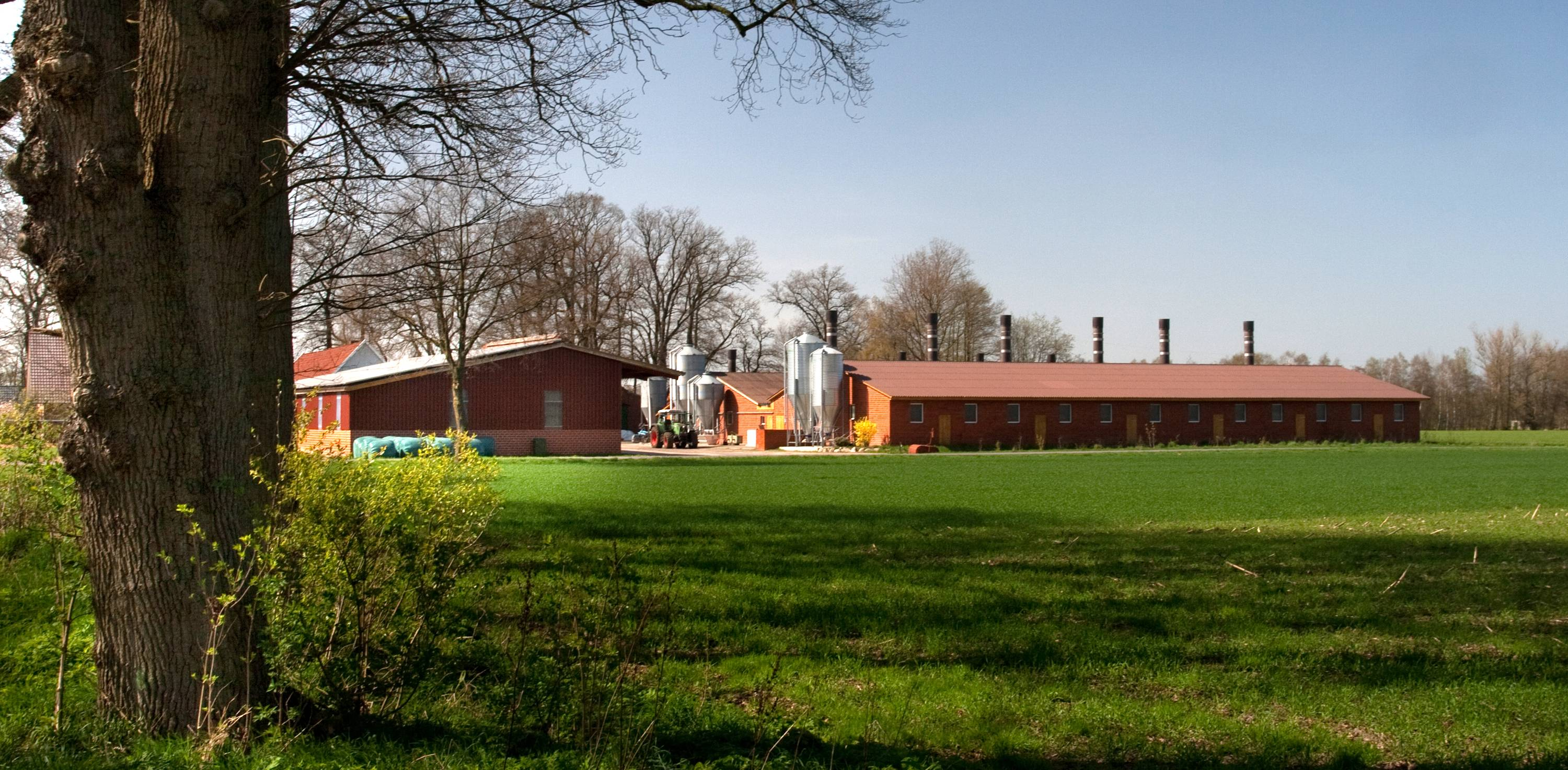
Stallanlage bei Hemmelte

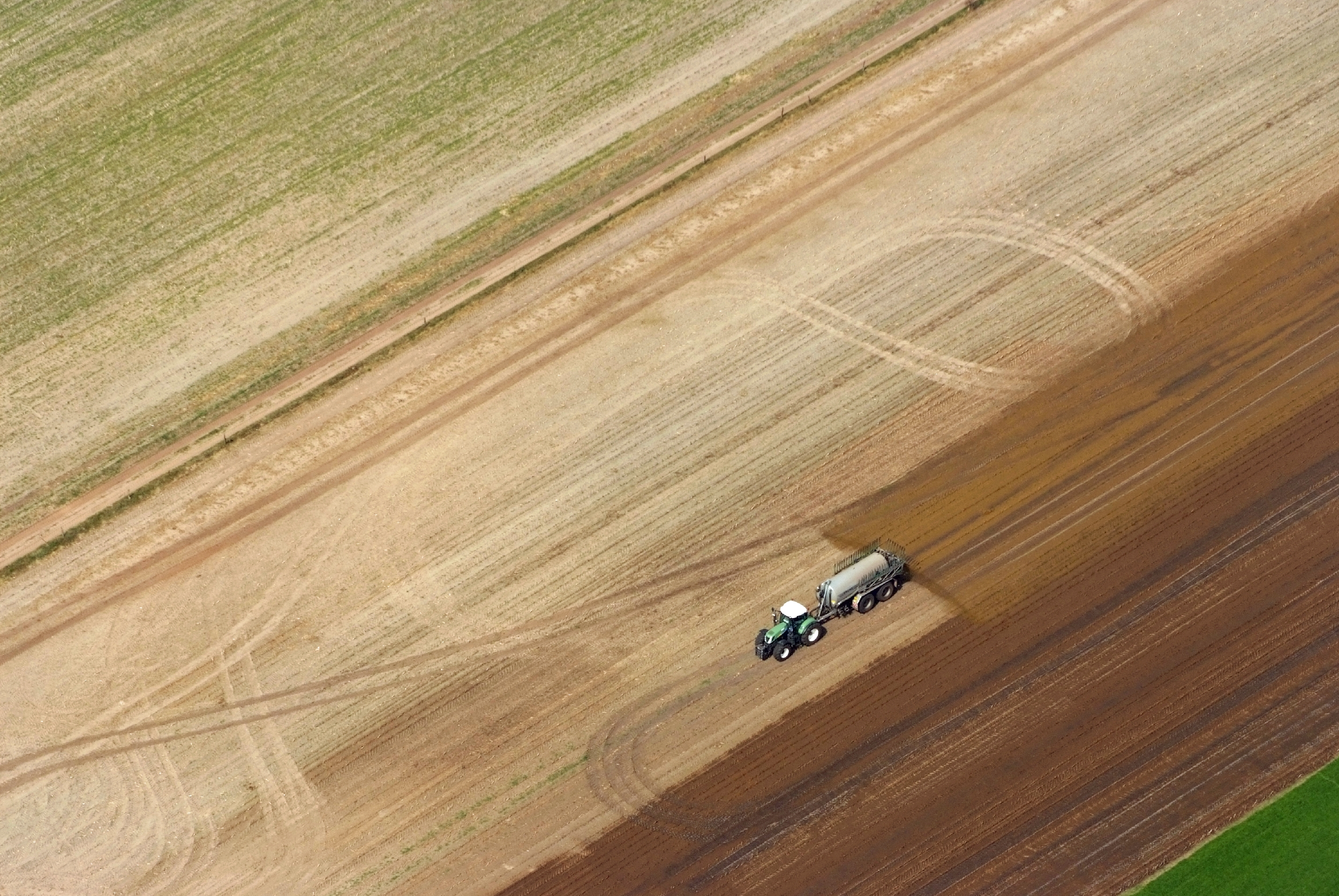
Düngung mit Gülle bei Kamperfehn

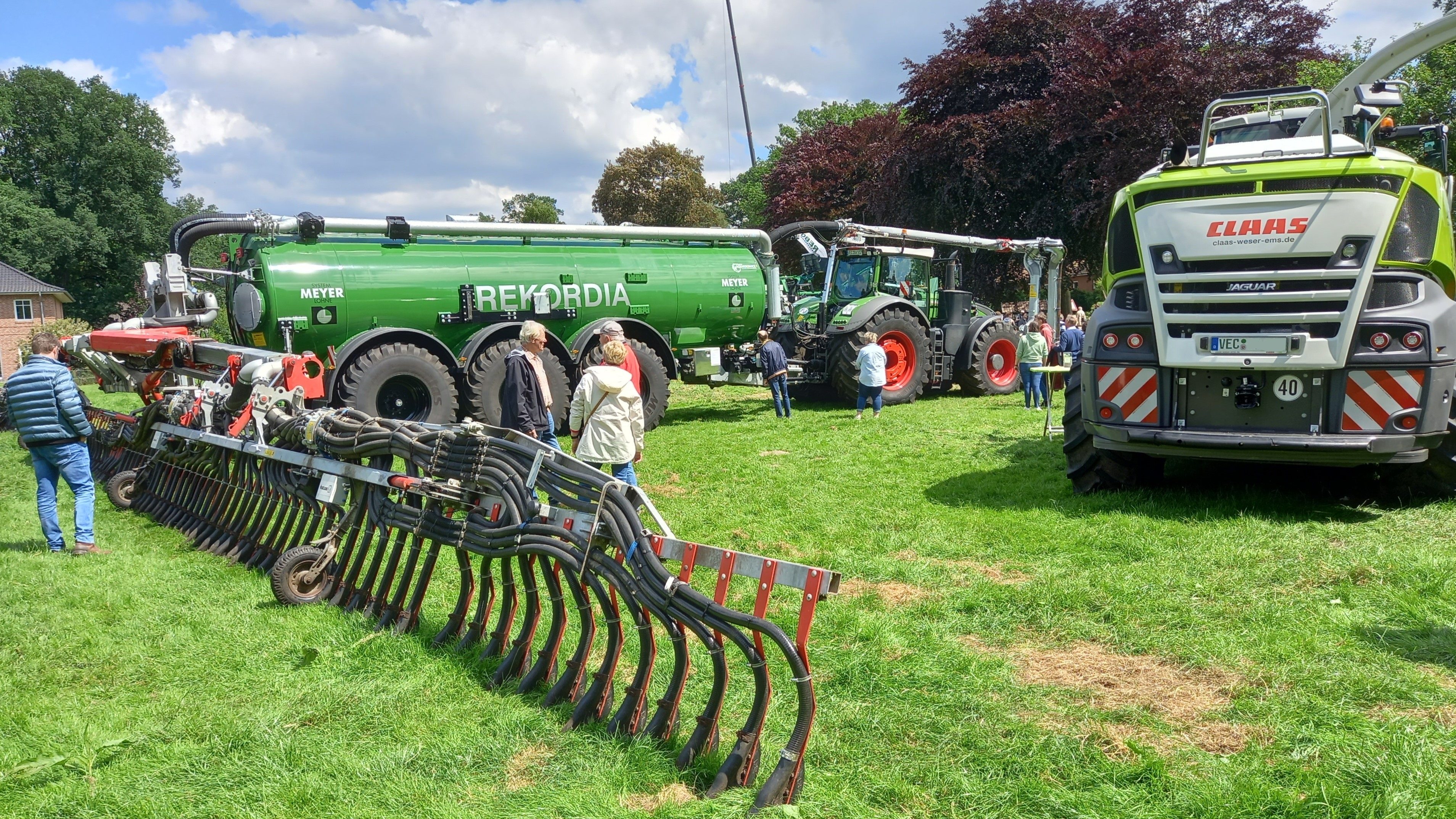
Präsentation einer Vorrichtung zur Aufbringung von Gülle auf Äcker und eines Mähdreschers während des Tags des offenen Hofes 2024 in Holtrup.

Die Landwirtschaft prägt bis heute das Oldenburger Münsterland. Es weist die größte Dichte an Geflügel-, Schweine- und Rinderzuchtbetrieben (Massentierhaltung) in der Bundesrepublik Deutschland auf (so genannter „Schweinegürtel“).

## Voraussetzungen für die Intensiv-Tierhaltung
Tierzucht im großen Stil konnte im Oldenburgischen Münsterland (Südoldenburg) erst betrieben werden, seitdem man zusätzliche Futtermittel aus dem Ausland über die Nordseehäfen importiert, da das Ertragspotenzial der vorhandenen Böden nicht ausreicht und die Bodenqualität überwiegend als schlecht bis minderwertig eingestuft werden muss. Daher wird in Südoldenburg primär Mais angebaut, der keine hohen Ansprüche an die Bodengüte stellt und als weiteren Vorteil erst spät (im Mai) gesät zu werden braucht, so dass man den Boden kurz vorher noch einmal mit Gülle düngen kann. Gegen eine mögliche Überdüngung (die Gülle aus der Intensiv-Tierproduktion ist stark stickstoff- und phosphathaltig) ist Mais unempfindlich. Lediglich auf den besseren Böden ist auch der Anbau von Futtergerste möglich.
Auf Grund der Änderung der Essgewohnheiten der Verbraucher wurde auch die Tierproduktion in Südoldenburg der Nachfrage angepasst: Während der Schweinebestand in den letzten 50 Jahren nur langsam anstieg auf jetzt je 1 Million Tiere in den beiden Landkreisen Vechta und Cloppenburg und so dem steigenden Bedarf angepasst wurde, erlebte die Hühnerzucht besonders im Kreis Vechta einen Boom: Von 1960 bis 1980 verdreizehnfachte sich die Anzahl der Hühner in den dortigen Betrieben. Nach einem Einbruch Mitte der 1980er Jahre ist der Hühnerbestand inzwischen weiter im Steigen begriffen. Diese Entwicklung war nur möglich durch Konsolidierung von Betrieben und Übergang zu agroindustriellen Großstrukturen. Seit den 1990er Jahren ist in der Region eine weitreichende Transformation der ortsansässigen Fleischindustrie zu beobachten. Kleinere Schlachthöfe wurden von Konzernen wie Wiesenhof/PHW, Westfleisch oder Danish Crown aufgekauft und zu großen Fabriken mit Fließbändern und automatisierter Verpackung umgebaut. Im Jahr 2010 gab es allein im Kreis Vechta fast 800 Schweinemastbetriebe, in denen 1,06 Millionen Tiere gehalten wurden.

## Unternehmen im Agrobusiness
In der folgenden Tabelle sind Unternehmen aus dem Oldenburger Münsterland zu sehen, die mit der Landwirtschaft in Verbindung stehen.
| Unternehmen                               | Branche                     | Unternehmenssitz    | Anzahl Mitarbeiter | Beschreibung |
| ----------------------------------------- | --------------------------- | ------------------- | ------------------ | --- |
| EW Group                                  | Lebensmittelindustrie       | Visbek              | 4.800              | Geflügel- und Pilzzüchter |
| PHW-Gruppe                                | Lebensmittelindustrie       | Visbek              | 4.240              | Größter deutscher Geflügelzüchter und -verarbeiter; eines der größten Unternehmen der deutschen Lebensmittelindustrie                             |
| Wernsing Feinkost                         | Lebensmittelindustrie       | Addrup              | 2.600              | Einer der größten Produzenten von Feinkost, vor allem mit Kartoffeln                                                                              |
| Big Dutchman                              | Landwirtschaftlicher Handel | Calveslage          | 1.800              | Weltweiter Marktführer in der Entwicklung und im Vertrieb von Fütterungsanlagen und Stalleinrichtungen für die Haltung von Geflügel und Schweinen |
| Heidemark                                 | Lebensmittelindustrie       | Garrel              | 1.400              | Einer der größten deutschen Produzenten und Vermarkter von Geflügelprodukten                                                                      |
| Grimme                                    | Landmaschinen               | Damme               | 1.200              | Weltmarktführer in der Kartoffelerntetechnik (Kartoffelvollernter)                                                                                |
| D&S Fleisch                               | Schlachthof                 | Essen (Oldenburg)   | 500                | einer der größten deutschen Versand-Schlachthöfe, 3,5 Mio. Schlachtungen/Jahr; im Jahr 2010 von Danish Crown übernommen                           |
| Mischfutterwerk Austing                   | Futtermittel                | Damme-Oldorf        | 40                 | Hersteller von Futtermitteln |
| Bröring Unternehmensgruppe                | Futtermittel                | Dinklage            | 490                | Hersteller von Futtermitteln |
| Vogelsang                                 | Gülletechnik                | Essen (Oldenburg)   | 360                | Gülletechnik und Drehkolbenpumpen mit weltweitem Netzwerk                                                                                         |
| Envitec Biogas                            | Biogas                      | Lohne               | 212                | Hersteller von Biogasanlagen |
| Fleming + Wendeln                         | Landhandel                  | Garrel              | 120                | |
| Schne-frost Ernst Schnetkamp GmbH & Co KG | Lebensmittelindustrie       | Löningen            | 500                | tiefgekühlte Kartoffelprodukte und tiefgekühlte vegetarische Gemüsespezialitäten                                                                  |
| Thamann & Leiber (Tafu)                   | Landhandel                  | Neuenkirchen-Vörden | 55                 | Hersteller von Futtermitteln, sowie Schweinehändler                                                                                               |
| Bela-Pharm                                | Arzneimittelfabrik          | Vechta              | 142                | Hersteller von veterinärpharmazeutischen Arzneimitteln                                                                                            |

## Folgen der hohen Tierdichte

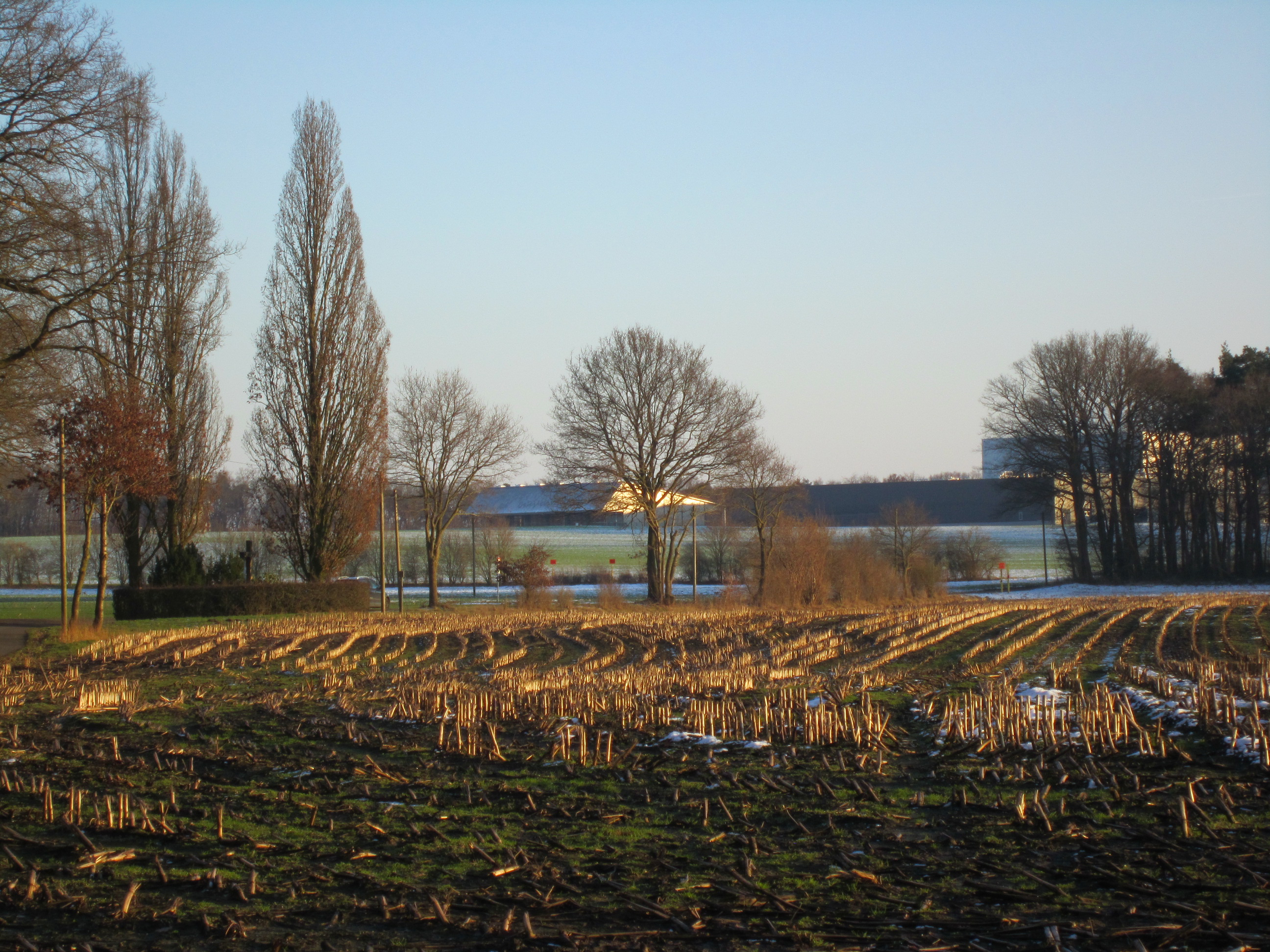
Südoldenburger Landschaft: Abgeerntetes Maisfeld vor einem neuen Tiefkühllager am Krimpenforter Berg

Durch den hohen Besatz mit einer Tieranzahl im zweistelligen Millionenbereich entstehen auch überdurchschnittlich hohe Mengen an Fäkalien. Bei „normaler“ extensiver Viehwirtschaft könnte man diese Gülle ohne Probleme als zusätzlichen Dünger auf die Felder ausbringen. Abzüglich der durch den Verkauf von Tierprodukten aus dem Kreislauf herausgetragenen Nährstoffe hätte man einen fast geschlossenen Nährstoffkreislauf. Da aber für die Intensivlandwirtschaft Futtermittel zugekauft werden, werden zu viel Nährstoffe in den Kreislauf eingetragen. 1995 fielen deshalb zum Beispiel im Landkreis Vechta jeweils etwa 6.000 t Stickstoff und Phosphat an, die nicht sinnvoll verwertet werden konnten. Daher wird dieser Überschuss heute mit „Gülletaxis“ in die Nachbarkreise transportiert, in denen die Viehdichte deutlich geringer ist, und dient dort als günstiger Dünger auf den Feldern.
Auch werden in Gebieten mit einer hohen Viehdichte zur Vermeidung und Bekämpfung von Infektionskrankheiten große Mengen an Antibiotika eingesetzt, die Resistenzen bei Erregern erzeugen, die Tiere, teilweise aber auch Fleischesser infizieren (können). Von den bundesweit eingesetzten Tierantibiotika wurden 2014 etwa 40 Prozent in Niedersachsen eingesetzt. Laut Bundesamt für Verbraucherschutz und Lebensmittelsicherheit gehört das Oldenburger Münsterland zu den Spitzenreitern bei der Ausgabe von Tierantibiotika.

## Imageprobleme

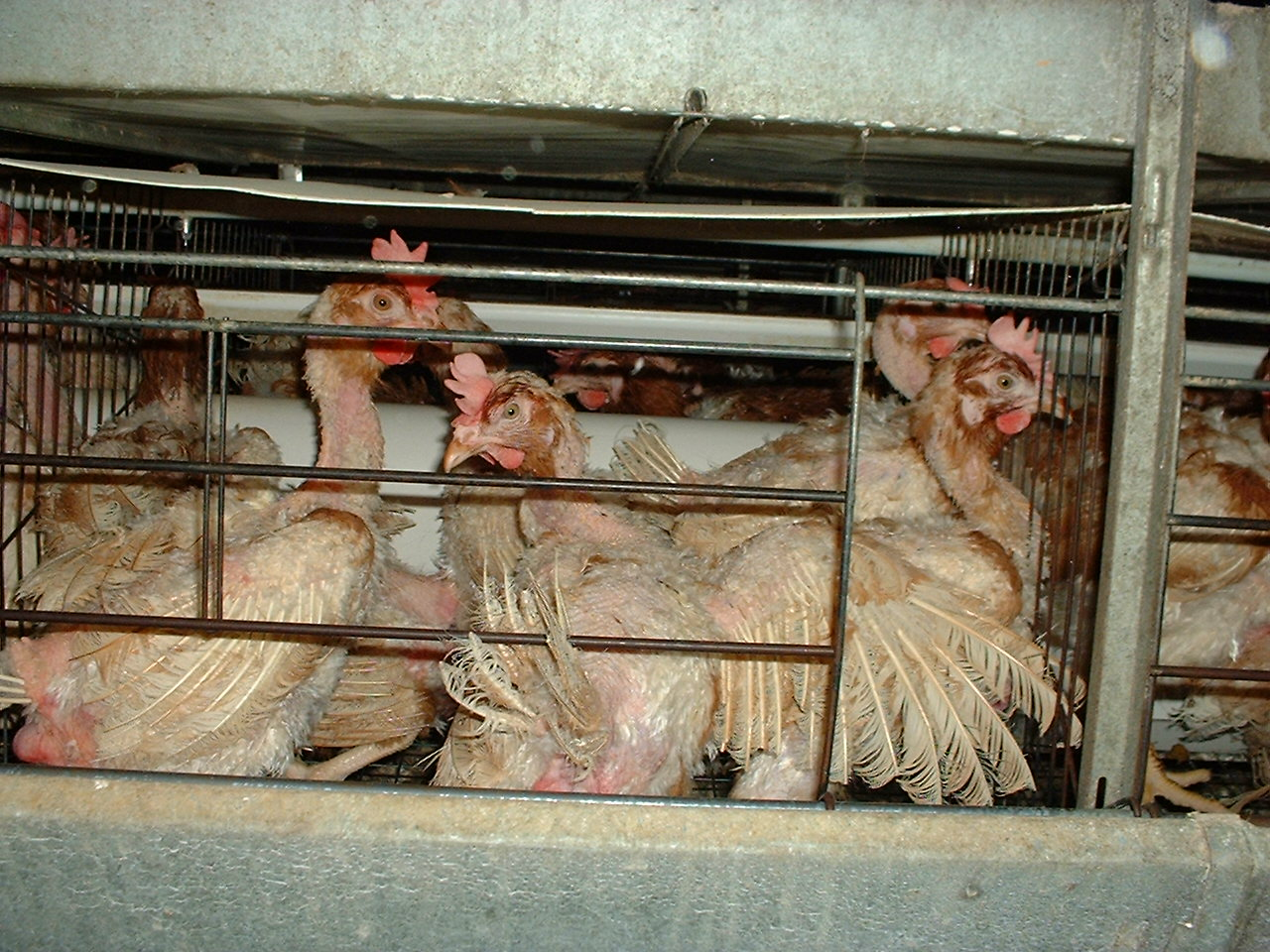
Seit 2012 europaweit verboten: Legebatterien für Hühner (Aufnahme aus dem Jahr 2004)

Im Januar 2015 zog „Focus Online“ das folgende Fazit: „So großen Wohlstand die Intensivtierhaltung mit riesigen Tierbeständen der Region auch gebracht hat - die Region leidet unter einem schlechten Ruf. Dazu tragen wiederkehrende Berichte über Tierquälereien in den Ställen bei, über Ausbeutung ausländischer Arbeitskräfte in den Schlachthöfen oder über Umweltbelastungen, die von der Landwirtschaft ausgehen. Eine vor 31 Jahren ausgestrahlte Reportage von Radio Bremen über das südoldenburger Land ist den Bürgern heute noch präsent: Der mit einem Grimmepreis ausgezeichnete Film „Und ewig stinken die Felder“ hat der Region seinen Stempel als Gülle-Zentrum Deutschlands aufgedrückt.“ Andere Medien berichteten über die schlechten Bedingungen der Leiharbeiter in der Fleischindustrie.
In ihrer Studie zum Image des Oldenburger Münsterlandes stellen die Herausgeber fest, dass der Begriff „Oldenburger Münsterland“ dann stark mit Massentierhaltung assoziiert werde, wenn die betreffenden Befragten bereits dort gewesen seien. Vor allem Befragte mit einem beruflichen Abschluss und/oder einer Hochschulausbildung nähmen sie kritisch wahr. Auch diejenigen, die als Touristen das Oldenburger Münsterland kennen würden (oder zu kennen glaubten), seien über sie informiert. Von den Einheimischen störten sich vor allem diejenigen Personen an der Intensivtierhaltung, die sich mit der Region weniger verbunden fühlten und stärker abwanderungsbereit seien. Auch bei den Auswärtigen beeinflusse diese Wahrnehmung den Wunsch, hier (nicht) leben zu wollen.
Die Verfasser der Imagestudie sagen voraus, dass der mediale und letztlich soziale Druck, an der Fleischproduktion grundlegende Änderungen vorzunehmen, in den kommenden Jahren noch stärker zunehmen werde. Mittel- und langfristig werde sich die Region Oldenburger Münsterland folgenden Herausforderungen stellen müssen:
- Anderswo werde die Agrarwirtschaft (leichter, schneller) wachsen als im Oldenburger Münsterland, und zwar durch zunehmende Konkurrenz durch Anbieter, die noch kostengünstiger produzieren können.
- Der Zielkonflikt zwischen Agrarindustrie und „Tourismusindustrie“ in der Region werde zunehmen.
- Die „gesellschaftliche Werthaltung“ ändere sich. Gefragt seien „Bio“-Produkte. Eine artgerechte Tierhaltung und ein transparenter Produktionsprozess von Lebensmitteln würden gefordert. Gleichzeitig sei eine höhere Zahlungsbereitschaft breiter Bevölkerungsschichten (mit hoher Bildung und höherem Einkommen) feststellbar.
- Zunehmend wahrgenommen und kritisiert würden von breiten Bevölkerungskreisen eine nicht-artgerechte Tierhaltung, Kupier- und Kastrationsverfahren, Antibiotikaeinsatz und in der Folge antibiotikaresistente Krankheitserreger (z. B. MRSA-Bakterien), die Nitratbelastung von Boden und Grundwasser, „schlechte“ (für die Tiere leidvolle) Schlachtverfahren etc.[8]

Der Landkreis Vechta hält es als Erkenntnis mehrerer Demografie-Workshops für erforderlich, dass auf seinem Gebiet eine „Willkommenskultur“ herrscht. Diese setzt nach Ansicht des Landkreises wiederum ein positives Image voraus. So lautet in einem Arbeitspapier „Zukunft 2030 Landkreis Vechta. Zentrale Punkte des Demografie-Prozesses“ die Zielbestimmung unter der Rubrik „Willkommenskultur“ bündig: „Der Landkreis und die Städte und Gemeinden haben ein positives Image.“ Hintergrund der Workshops und des Bemühens um ein positives Image ist die Sorge, dass „Push-Faktoren“ (im Kontext dieses Artikels: die Massentierhaltung) Menschen aus dem Landkreis vertreiben bzw. von ihm fernhalten könnten und dass „Pull-Faktoren“ potenziellen Arbeitskräften nicht hinreichend bekannt seien.

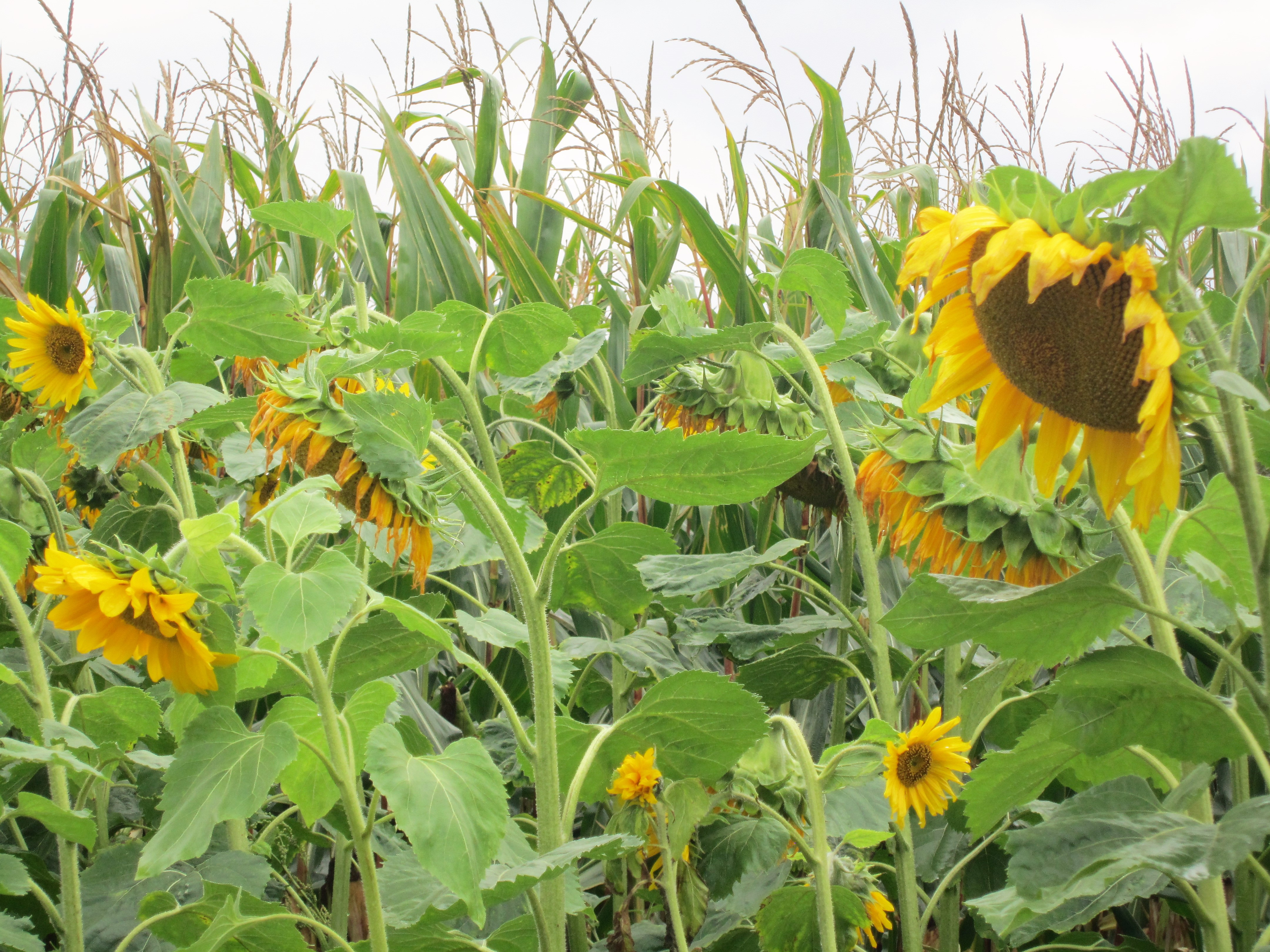
Immer öfter zu sehen: Sonnenblumen am Ackerrand vor einer „Maismauer“

Darüber hinaus ist ein positives Image wichtig für Bemühungen, Touristen in die Region zu locken, die sich möglicherweise noch an die „Antiwerbung“ der 1984 von Radio Bremen gesendeten und mit dem Adolf-Grimme-Preis ausgezeichneten Fernsehreportage Und ewig stinken die Felder erinnern.

## „Roadmap“ des Agrar- und Ernährungsforums Oldenburger Münsterland

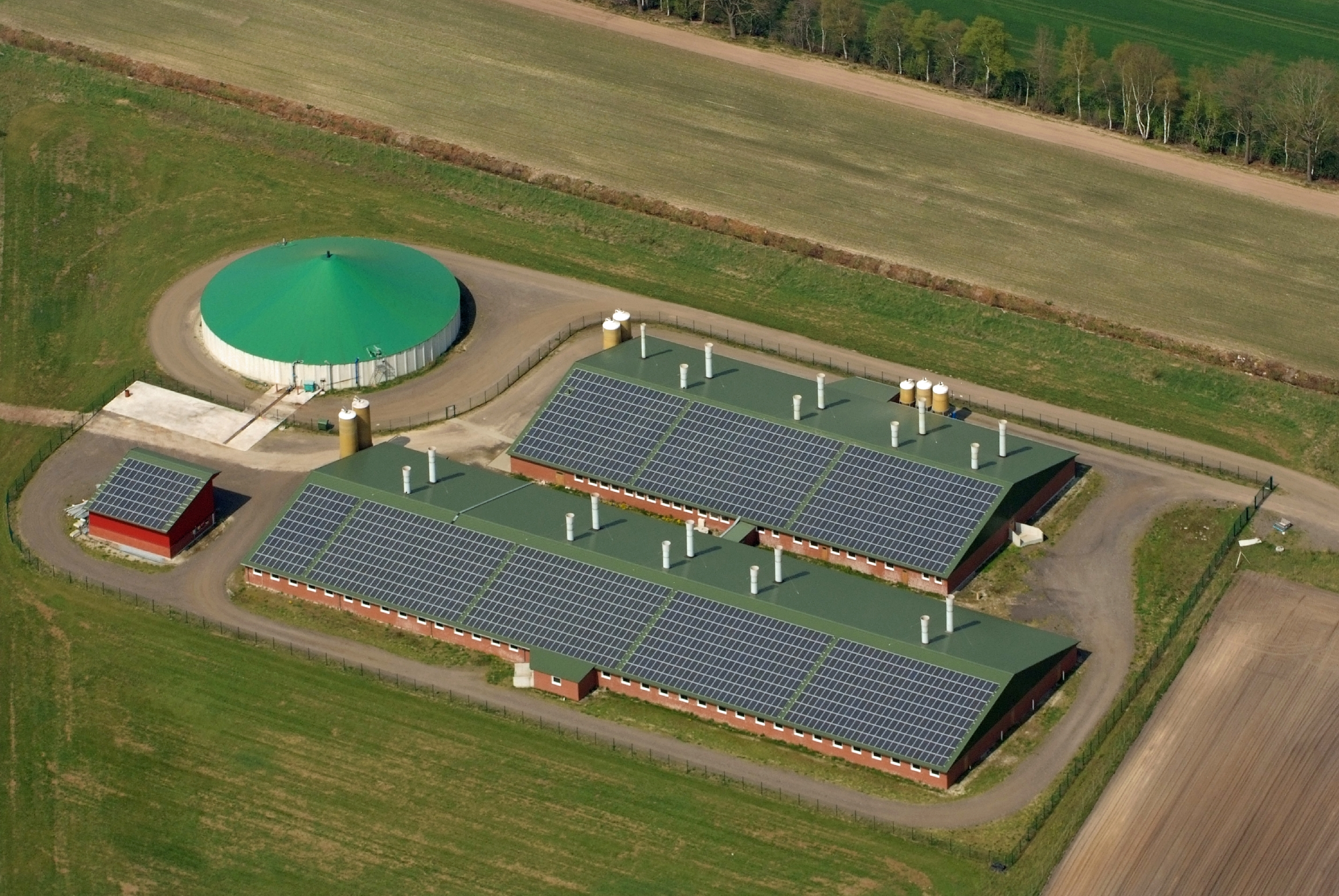
Güllebehälter neben einer Stallanlage in Ahrensdorf

Im Jahr 2006 wurde der Verein „Agrar- und Ernährungsforum Oldenburger Münsterland (aef)“ mit Sitz in Vechta gegründet, dessen Vorsitzender war von 2012 bis 2021 der ehemalige niedersächsische Landwirtschaftsminister Uwe Bartels. Das aef fokussiert die Themenschwerpunkte:
- Tierwohl / Tierhaltung
- Tiergesundheit (Antibiotika-Minimierung)
- Werkvertragssituation im Oldenburger Münsterland
- Förderung intelligenten Wachstums im Wirtschaftsraum Oldenburger Münsterland durch Innovation und Wissenschaft
- Nährstoffproblematik im Oldenburger Münsterland (Projektträgerschaft „Bioenergie-Region Südoldenburg“)[13]

Das Forum fasst seine Ziele zum Thema Tierwohl in einer „Roadmap“ zusammen:
Das Agrar- und Ernährungsforum Oldenburger Münsterland und die unter seinem Dach zusammengeschlossenen Unternehmen der Nahrungsmittelbranche bekunden, ihre Tierhaltung so ausrichten zu wollen, dass sie den Tierwohl-Ansprüchen sowie den ethischen Ansprüchen der Gesellschaft an die Nutztierhaltung genüge. Das Thema „Tierwohl“ solle für die gesamte Wertschöpfungskette in einem leistbaren und nachhaltig gestalteten strategischen Ansatz so angegangen werden, dass die Nutztierhaltung auf Grundlage wissenschaftlicher Erkenntnisse sowie in der Praxis erprobter Haltungsbedingungen messbar verbessert und ökonomisch verträglich mit den gesellschaftlichen Erwartungen in Einklang gebracht werde. Deshalb sei der Tierschutzplan des Landes Niedersachsen ein Bestandteil der aef-Roadmap. Das Forum sei offen für weitere – über den Tierschutzplan hinausgehende – Verbesserungen des Tierwohls, sofern die Wissenschaft durch belastbare Erkenntnisse die Notwendigkeit begründet habe, eine Folgenabschätzung stattgefunden habe und die ggf. entstehenden Mehrkosten durch den Markt oder durch staatliche Förderung aufgefangen würden.
Das Positionspapier des aef wird von der niedersächsischen Landesregierung ausdrücklich positiv bewertet.